# Günther Lommer

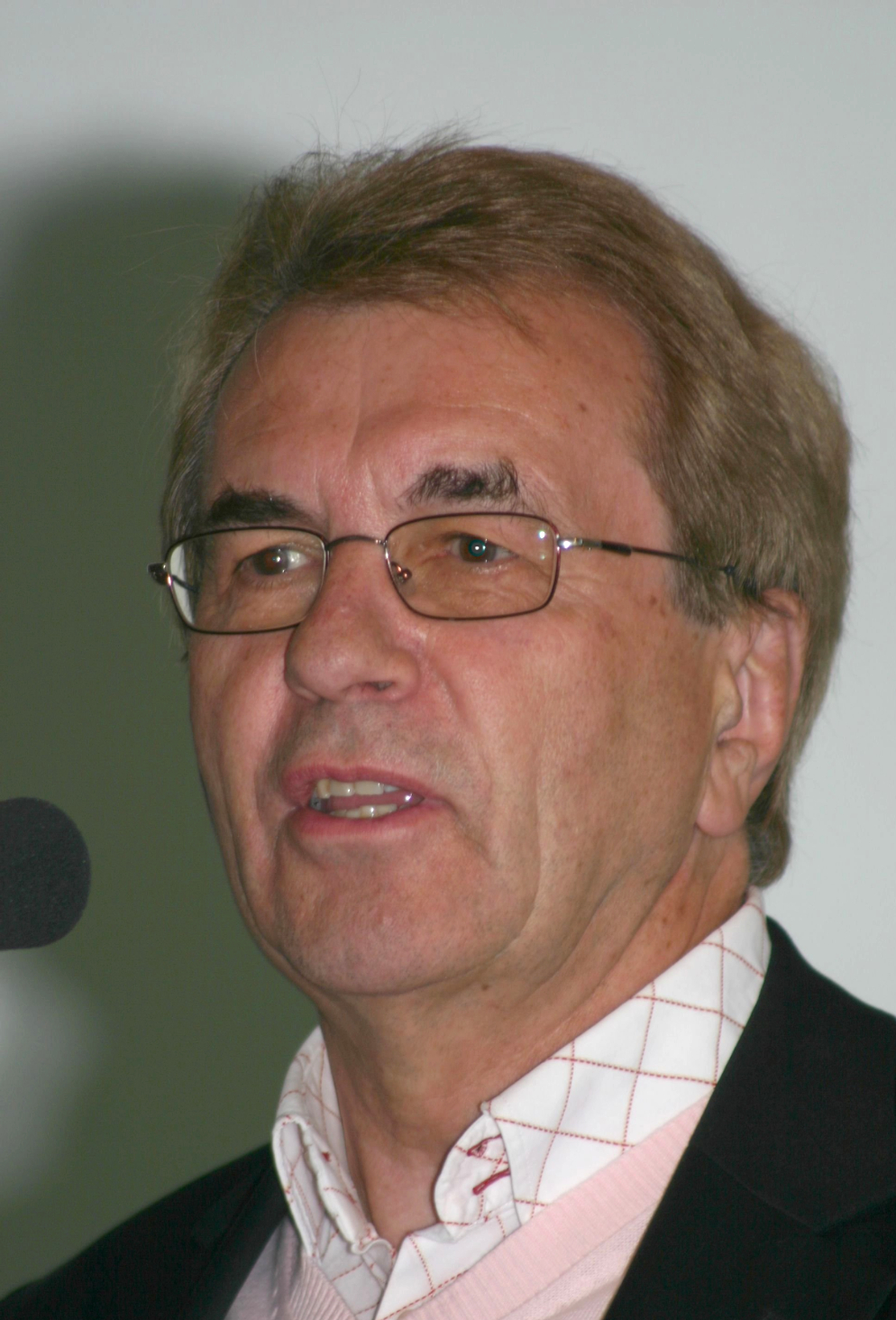
Günter Lommer

Günther Lommer  (* 5. Juli 1946 in Cham) ist ein deutscher Sportfunktionär und Kommunalpolitiker. Von 2004 bis 2018 war er Präsident des Bayerischen Landes-Sportverbandes.

## Leben
Günther Lommer besuchte von 1952 bis 1967 die Volksschule und das Gymnasium in seiner Geburtsstadt Cham. Während seiner Schulzeit verbrachte er ein Jahr als Austauschschüler in Pittsburgh, Pennsylvania, USA. Von 1969 bis 1974 studierte Lommer Wirtschaftswissenschaft und Pädagogik an der Universität Regensburg. Im Anschluss an das Studium wurde er Lehrer an der Johann-Brunner-Schule in Cham. 1988 wurde er dort Konrektor.
In dritter Familiengeneration ist Lommer für den ASV Cham tätig. Großvater Franz Lommer war Oberturnwart, Wanderwart und Betreuer der Handballdamen.
Vater Franz Lommer war geschäftsführender Fußballabteilungsleiter zu den größten Chamer Fußballzeiten in der 2. Liga der 1950er Jahre.
Als Aktiver spielte Günther Lommer beim ASV Cham von frühester Jugend Fußball (bis 1978 und bis zur Bezirksliga) und Handball (1972 bis 1978 in der Landesliga); außerdem war er Mittelstreckenläufer. Später war er auch als Trainer tätig. Von 1974 bis 2007 war er Vorsitzender und Präsident beim ASV Cham.
Von 1986 bis 2005 war Lommer Bezirksvorsitzender des Oberpfälzer Fußballverbandes. Ab 1998 war er Schatzmeister und Präsidiumsmitglied des Bayerischen Fußball-Verbandes (BFV). Von 2010 bis 2014 war er Vizepräsident des BFV.
Im Jahr 2000 wurde er in das Präsidium des Bayerischen Landes-Sportverbandes (BLSV) gewählt. 2004 übernahm Lommer die Leitung des BLSV, den er bis 2018 führte. Am 5. Juni 2018 teilte er seinen Verzicht auf eine neuerliche Kandidatur für die BLSV-Präsidentschaft mit; der bisherige Vizepräsident Jörg Ammon wurde beim Verbandstag am 8. Juni 2018 zu Lommers Nachfolger gewählt. Auf dem Verbandstag wurde Lommer für sein ehrenamtliches Engagement mit der Goldenen Ehrennadel des Deutschen Olympischen Sportbunds ausgezeichnet.
Von 1978 bis 2014 war Lommer Mitglied im Stadtrat der Stadt Cham für die CSU. Unter anderem war er Zweiter Bürgermeister in Cham.
Lommer ist verheiratet und hat zwei Söhne.

## Ehrenämter
- 1974–2007 Präsident des ASV Cham
- 1986–2005 Bezirksvorsitzender Oberpfalz des Bayerischen Fußball-Verbandes (BFV)
- 1998–2010 Schatzmeister und Präsidiumsmitglied des BFV
- 2010–2014 Vizepräsident des BFV
- 2000–2004 Vizepräsident des Bayerischen Landes-Sportverbandes
- 2004–2018 Präsident des Bayerischen Landes-Sportverbandes
- Mitglied des Rundfunkrates des Bayerischen Rundfunks
- 1978–2014 Stadtrat in Cham
- Kreisrat im Landkreis Cham
- 2011–2012 Präsident des Rotary-Clubs Cham
- Langjähriges Vorstandsmitglied des Fördervereins des Joseph-von-Fraunhofer-Gymnasiums Cham, dabei zeitweise 1. Vorsitzender
- seit 2020 Stadtrat in Cham

## Auszeichnungen
- Verdienstkreuz am Bande des Verdienstordens der Bundesrepublik Deutschland (1997)
- Bayerischer Verdienstorden (2008)
- Bayerische Verfassungsmedaille in Silber (2011)
- BLSV-Ehrennadel in Gold
- DFB-Verdienstnadel
- Goldene Ehrennadel des Deutschen Olympischen Sportbundes (DOSB) (2018)
- Ehrenpräsident des Bayerischen Landes-Sportverbandes (2018)
- Bayerischer Staatspreis für Unterricht und Kultus (2018)[3]